# Jules Buyssens

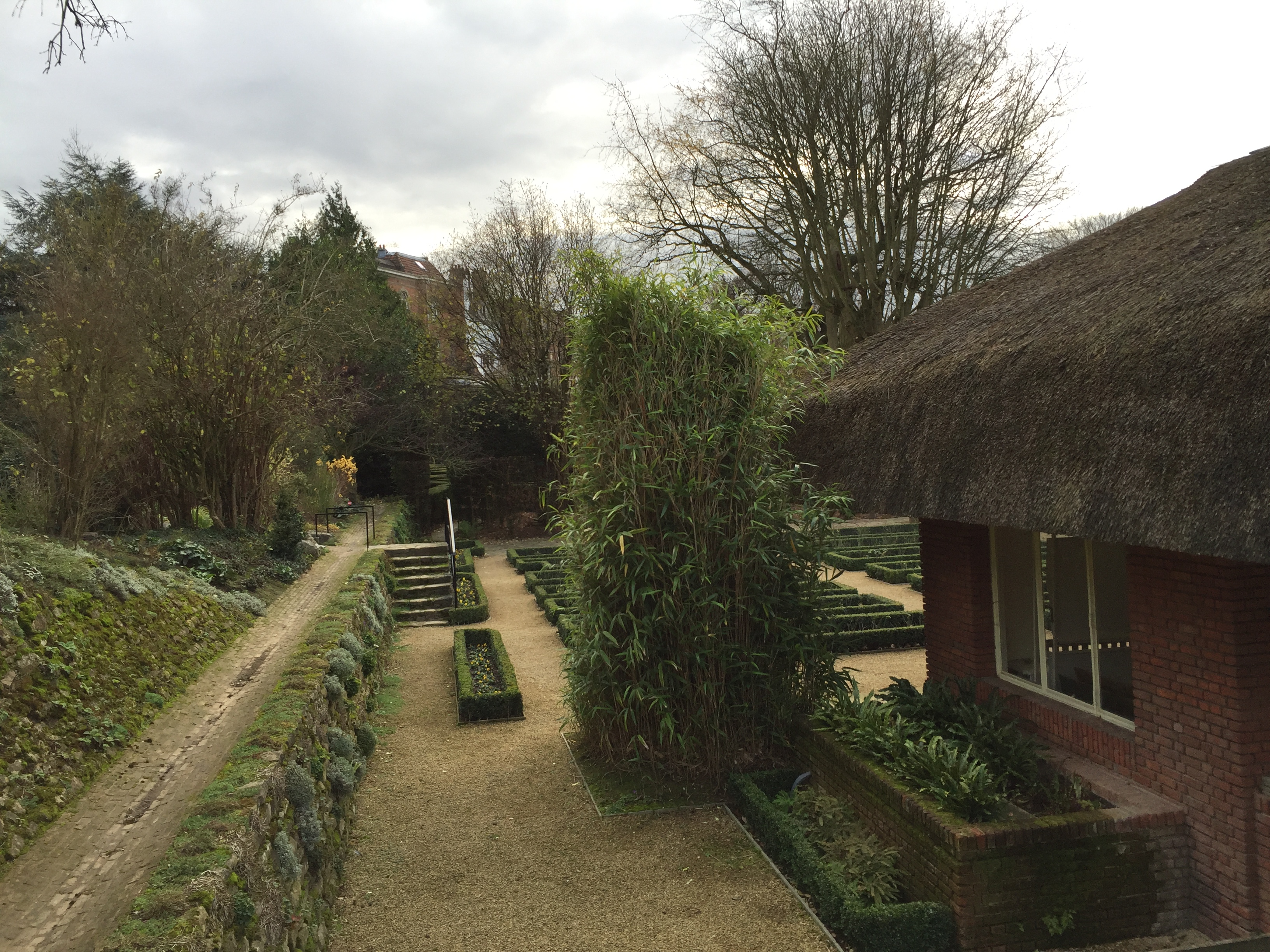
Jardin Van Buuren diseñado por Jules Buyssens.

Jules Buyssens (Avelgem, 8 de diciembre de 1872 - Uccle, 15 de abril de 1958), fue un arquitecto paisajista belga, principal arquitecto de parques y jardines de la ciudad de Bruselas en el periodo entre las dos guerras mundiales, que revivió el arte de la jardinería en Bélgica.

## Obras

### En Bruselas
- Los parques y jardines en la Exposition universelle de 1935, el parque de Osseghem.
- El "parc Tournay-Solvay" en Watermael-Boitsfort (1911 y 1924)
- Picturesque Garden, Museum van Buuren, Bruselas,

### En el Brabante valón[2]
- El parc du «NeufBois»[3] en la propiedad de Emile Henricot en Court-Saint-Étienne
- El jardín de la «Villa des Hirondelles» en La Hulpe.
- En 1911, "parc du comte Eugène Goblet d'Alviella" en Court-Saint-Étienne
- El "parc de l'Etoile" en Ottignies,
- El "parc de la famille Hulin" en Rebecq

### En otras partes
- El "parc du château de Ponthoz", para el conde "van der Straten Ponthoz", en Clavier
- "Parc Léonardsau", Obernai, Francia
- Parc Arboretum du Manoir aux Loups, Halluin, Francia.

## Influencias
- René Pechère (1908-2002) fue su alumno.